# Bača pri Modreju
Bača pri Modreju – wieś w Słowenii, w gminie Tolmin. W 2018 roku liczyła 121 mieszkańców.